# Epilobium nutans
Epilobium nutans là một loài thực vật có hoa trong họ Anh thảo chiều. Loài này được F.W.Schmidt mô tả khoa học đầu tiên năm 1794.